# Rallye des Princesses
Le Rallye des Princesses Richard Mille (initialement Rallye des Princesses) est un rallye de régularité auquel seules des femmes peuvent participer. Reconnu par la Fédération française du sport automobile, le rallye se déroule chaque année au printemps en France depuis l'année 2000. L'édition 2020, initialement prévue en juin, puis reportée à septembre, est finalement annulée en avril 2021, par le comité d'organisation, en raison de la Pandémie de Covid-19.

## Histoire

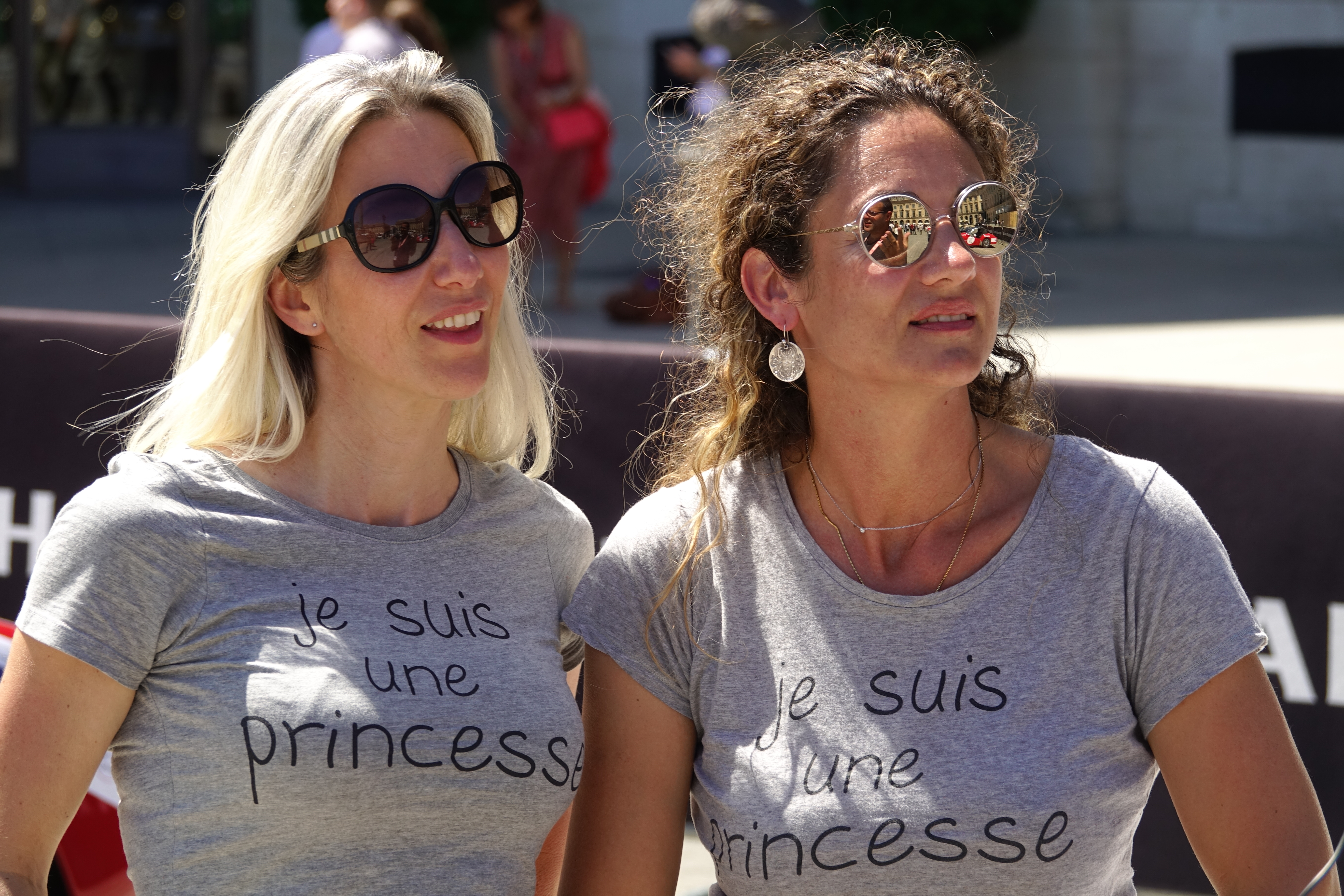
Concurrentes du Rallye des Princesses 2019

Réservé aux femmes à bord de voitures de collection, le Rallye des Princesses Richard Mille rallie la Place Vendôme à Paris à la Côte d'Azur en cinq étapes. Créé en mai 1999 par Viviane Zaniroli, épouse de Patrick Zaniroli, le Rallye des princesses s'inscrit dans l'esprit du « Rallye Paris - Saint-Raphaël Féminin » créé par le Comte Edme de Rohan-Chabot et couru de 1929 à 1974, dont la première victoire a été remportée par Madame Liétard au volant d'une Salmson Grand Sport. Selon Viviane Zaniroli, l’épreuve est nommée Rallye des Princesses car « l'appellation Paris - Saint-Raphaël était toujours réservée quand j'ai lancé l'épreuve en 1999. Je l'ai donc appelée Rallye des Princesses. Nous sommes toutes des princesses et méritons, comme ces messieurs, d'avoir aussi un bel événement automobile qui nous soit consacré." ».
En septembre 2000, ce sont 18 équipages qui prennent le départ et dès la deuxième édition 36 équipages s'alignent à Paris, où Pierre Cardin donne le départ. Les équipages pouvaient être mixtes jusqu'en 2012 où seul le copilote pouvait être un homme, et il s'est ensuite destiné uniquement aux femmes.
Depuis 2015, l'épreuve reçoit le soutien de la marque horlogère de luxe Richard Mille, ce qui lui permet de trouver une dimension internationale. L'événementiel automobile devient alors le « Rallye des Princesses Richard Mille ».
Fin août 2020 la marque est rachetée par l'agence événementielle Peter Auto, organisatrice par ailleurs d'autres épreuves destinées aux voitures anciennes et de collection.

### Description

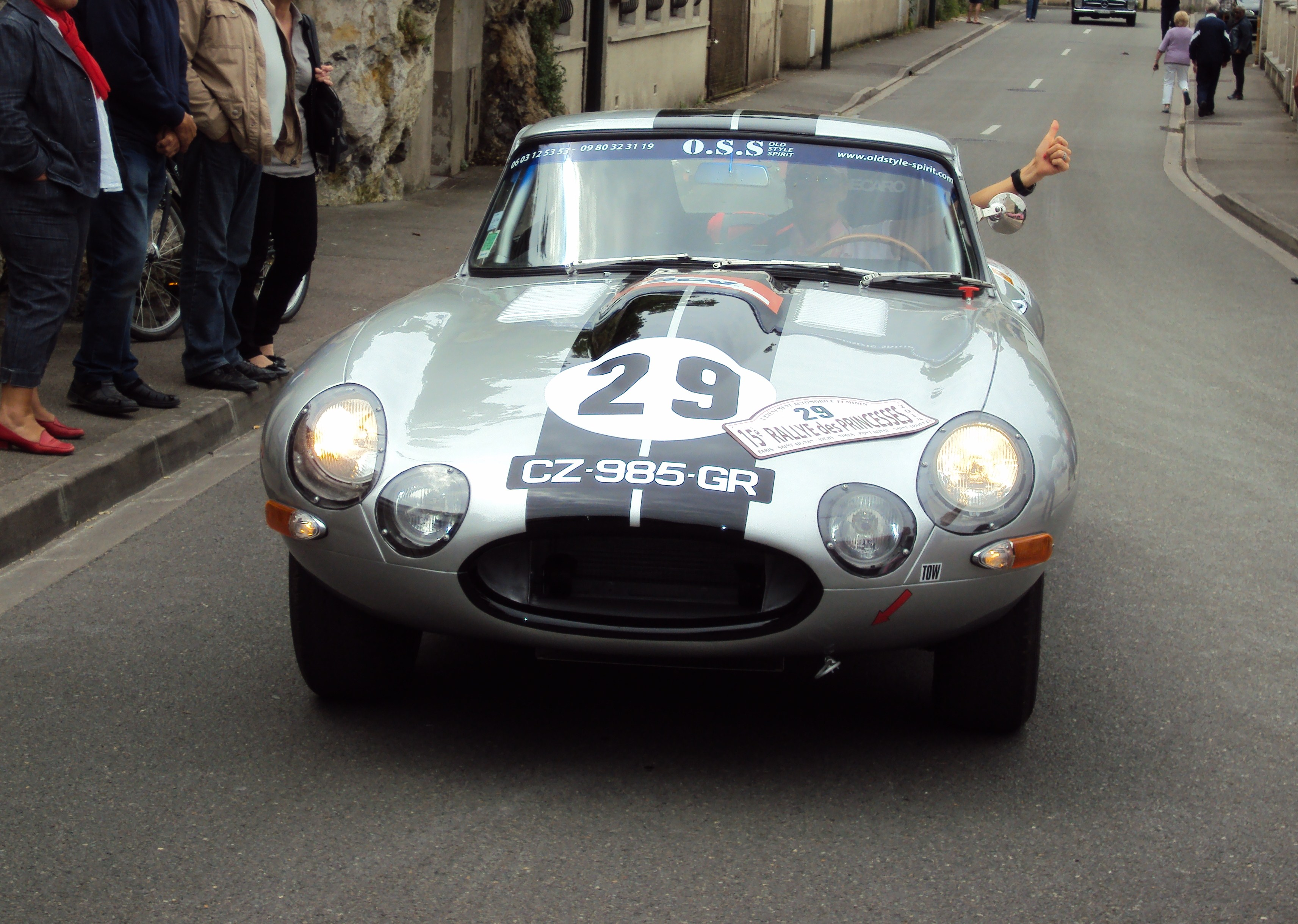
Jaguar Type E au Rallye des princesses 2014

Le Rallye des Princesses Richard Mille n'est pas une course, la vitesse n'est pas un critère déterminant, mais il est un challenge sur la régularité avec un road-book à suivre minutieusement. La vitesse moyenne est déterminée en fonction de l’âge de la voiture, et la sélection se fait sur la navigation et le respect méticuleux de la vitesse moyenne déterminée. Il est inscrit au calendrier de la Fédération française du sport automobile (FFSA). Il accepte chaque année un maximum de 90 équipages. Même si le nombre de demandes pour participer est bien supérieur à 90, l'organisatrice, pour garder une belle convivialité, souhaite pouvoir loger tous les équipages dans les mêmes hôtels luxueux.
Le rallye compte cinq jours et cinq étapes de 300 à 350 km par jour pour un total de 1 600 km à 1 800 km de petites routes,, avec des déjeuners et dîners dans des lieux historiques. Des passages sur circuit sont également organisés entre les étapes.
Les équipages concourent avec leur voiture ancienne (pour la majorité), ou une voiture de collection prêtée ou louée[réf. souhaitée]. Les équipages peuvent bénéficier d'une assistance provenant de l'organisation mais certains équipages sont dotés de leur propre assistance mécanique, voire celle d'un grand constructeur quand celui s'engage sur le rallye comme partenaire, à l'image de Mazda ou Peugeot en 2011, 2012, 2013, fournissant une 202, une 203 et une 204 toutes en cabriolet, accompagné d'une assistance en Peugeot 208, puis Renault en 2014, 2015, puis Fiat en 2019[pertinence contestée].

### Catégories
Les équipages constitués de deux femmes concourent dans l'une des catégories suivantes :
- Historic : réservée aux véhicules immatriculés entre l'Après-guerre et 1985 ;
- Classic : (arrêtée en 2018) pour les véhicules construits en réplique de la catégorie Historic ;
- Prestige : (disparue en 2015) réservée aux cabriolets et coupés haut de gamme récents[12] ;
- Followers : regroupe des véhicules de collection ou de prestige d'Avant-guerre à nos jours, conduits par des équipages féminins, mixtes ou masculins, qui ne participent pas à la course en tant que telle, mais qui sont autorisés à en suivre le parcours à condition de partir après le dernier équipage en course[12].

### Départ

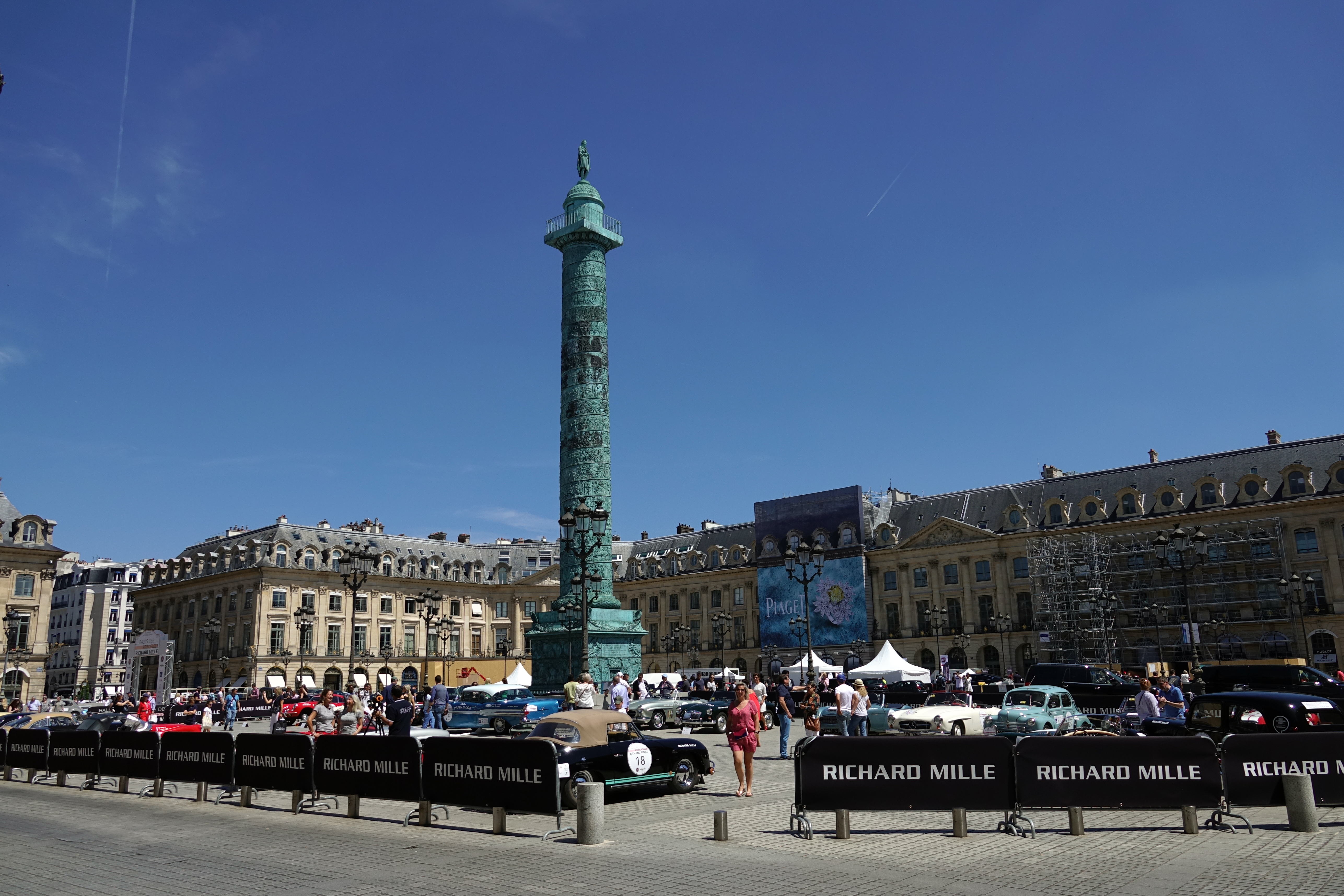
Place Vendôme, départ du rallye

Le départ du rallye est donné chaque année de Paris de la Place Vendôme dans le 1er arrondissement de Paris, sauf en 2012 où un incendie dans les parkings de la Place Vendôme a nécessité le déplacement du départ sur l'Esplanade des Invalides pour les éditions 2012, 2013 , 2014 et 2015 à l'Hippodrome de St-Cloud.

### Arrivée
Cette compétition automobile féminine rallie la capitale à la Côte d'Azur en 5 jours. Si le départ se fait toujours de Paris, l'arrivée varie en fonction de l'itinéraire choisi par l'organisation, avec une prééminence pour Saint-Tropez. Mais il lui arrive de changer de destination afin de varier les décors du rallye.
| Ville d'arrivée       | Département          | Édition                                 |
| --------------------- | -------------------- | --------------------------------------- |
| Sainte-Maxime         | Var                  | 2000                                    |
| Juan-les-Pins         | Alpes-Maritimes      | 2001- 2002                              |
| Mandelieu             | Alpes-Martimes       | 2003                                    |
| Principauté de Monaco | Monaco               | 2004 - 2005 - 2006 - 2010 - 2011 - 2012 |
| Cannes                | Alpes-Maritimes      | 2007 - 2008 - 2009                      |
| Saint-Tropez          | Var                  | 2013 - 2014 - 2015 - 2016 - 2017 - 2019 |
| Biarritz              | Pyrénées-Atlantiques | 2018                                    |
| La Baule-Escoublac    | Loire-Atlantique     | 2022                                    |
| Nice                  | Alpes-Maritimes      | 2023                                    |

L'arrivée est suivie d'une soirée de gala. En 2019, c'est le vignoble de Bertaud-Bélieu à Gassin qui accueille la soirée.

## Participantes

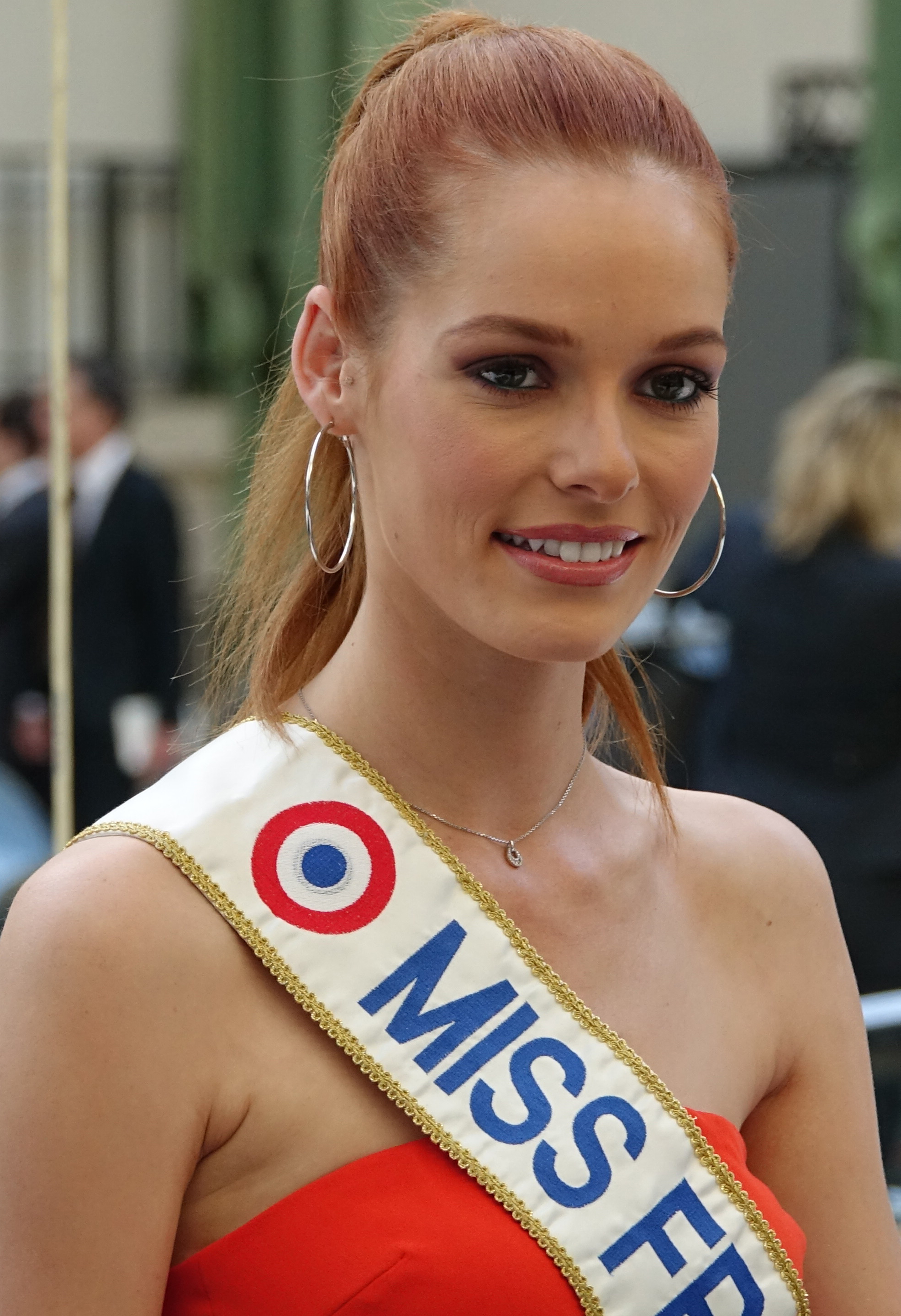
Maëva Coucke.

Régulièrement, des personnalités prennent part à l'épreuve comme Sylvie Tellier en 2004, Cindy Fabre de 2008 à 2010 qui l'a remportée en 2010 sur une Mazda RX7, Julie Gayet de 2008 à 2012, Valérie Bénaïm en 2009, Luana Belmondo en 2009, Lara Beigbeder en 2013, en 2014 Adriana Karembeu et sa sœur Natalia, qui avait participé à l'édition 2013, avec une Ferrari California. Ou encore de véritables princesses comme Hélène de Yougoslavie en 2000, 2002 et 2006, ou Hermine de Clermont-Tonnerre qui y a participé dix fois.
Le 16 décembre 2017, Maëva Coucke, qui a participé au Rallye des Princesses Richard Mille en juin 2017 avec une Morgan Plus 8, a été élue Miss France 2018.
Côté personnalités du monde automobile, Caroline Bugatti, petite-fille d'Ettore Bugatti, a gagné la première édition du rallye en 2000 au volant d'une Bugatti type 35B de 1935. Vanina Ickx, fille du célèbre Jacky Ickx, a gagné en 2002 aux côtés de sa sœur Larissa sur une Porsche 911. Geneviève Dumas, maman du multiple champion Romain Dumas a couru en 2012 et 2013, Véronique Siffert, fille du pilote de Formule 1 Jo Siffert en 2016, Sylvie Jarier, épouse du pilote de F1 Jean-Pierre Jarier de 2015 à 2017, ou encore Séverine Loeb, épouse de Sébastien Loeb et Linda Morselli, compagne de Fernando Alonso en 2019
L'actrice et mannequin Audrey Marnay prend elle aussi part à l'édition 2019 tout en étant sa marraine.

## Palmarès
| Édition | Classement                                                                  | Pilote                                                                      | Copilote                                                                    | Voiture                                                                     | année                                                                       |
| ------- | --------------------------------------------------------------------------- | --------------------------------------------------------------------------- | --------------------------------------------------------------------------- | --------------------------------------------------------------------------- | --------------------------------------------------------------------------- |
| 2000    | Féminin                                                                     | Caroline Bugatti                                                            | Danielle Rinaldi                                                            | Bugatti type 35B                                                            | 1937                                                                        |
| 2000    | Mixte                                                                       | Delphine de Rohan-Chabot-Brooks                                             | Daniel Brooks                                                               | Jaguar XK120 Oblin                                                          | 1951                                                                        |
| 2001    | Féminin                                                                     | Sophie Dekens                                                               | Isabelle Murray                                                             | Chevrolet Corvette C1 Sting Ray                                             | 1952                                                                        |
| 2001    | Mixte                                                                       | Delphine de Rohan-Chabot-Brooks                                             | Daniel Brooks                                                               | Peugeot 403                                                                 | 1958                                                                        |
| 2002    | Féminin                                                                     | Vanina Ickx                                                                 | Larissa Ickx                                                                | Porsche 911 GT                                                              | 1972                                                                        |
| 2002    | Mixte                                                                       | Patricia Bertapelle                                                         | Jean-Christophe Marchand                                                    | Aston Martin DB8S                                                           | 1971                                                                        |
| 2003    | Féminin                                                                     | Carole Gratzmuller                                                          | Michèle Poques                                                              | Austin Lenham                                                               | 1961                                                                        |
| 2003    | Mixte                                                                       | Patricia Bertapelle                                                         | Jean-Christophe Marchand                                                    | Aston Martin DB4                                                            | 1961                                                                        |
| 2004    | Féminin                                                                     | Carole Gratzmuller                                                          | Michèle Poques                                                              | Austin Lehnam                                                               | 1961                                                                        |
| 2004    | Mixte                                                                       | Patricia Bertapelle                                                         | Jean-Christophe Marchand                                                    | Aston Martin DB4                                                            | 1961                                                                        |
| 2005    | Féminin                                                                     | Corentine Quiniou                                                           | Virginie Soulaire                                                           | Porsche 911                                                                 | 1965                                                                        |
| 2005    | Mixte                                                                       | Marie-Claude Firmenich                                                      | Charles Firmenich                                                           | Porsche 911                                                                 | 1965                                                                        |
| 2006    | Féminin                                                                     | Catherine Meyer-Körber                                                      | Sarah Runzis                                                                | Mercedes 300 SL coupé                                                       | 1955                                                                        |
| 2006    | Mixte                                                                       | Evelyne Beaumont                                                            | Philippe Le Quentrec                                                        | Alpine A110 Berlinette                                                      | 1970                                                                        |
| 2007    | Féminin                                                                     | Carole Gratzmuller                                                          | Michèle Poques                                                              | Austin Lehnam                                                               | 1961                                                                        |
| 2007    | Mixte                                                                       | Marie-Claude Firmenich                                                      | Charles Firmenich                                                           | Porsche 911                                                                 | 1973                                                                        |
| 2008    | Féminin                                                                     | Catherine Meyer-Korber                                                      | Sarah Runzis                                                                | Mercedes 300 SL Roadster                                                    | 1962                                                                        |
| 2008    | Mixte                                                                       | Raphaëlle de Bargigli                                                       | Roland de Bargigli                                                          | Porsche 911                                                                 | 1972                                                                        |
| 2009    | Féminin                                                                     | Nathalie Bourgitteau                                                        | Janie Juillet                                                               | Alfa Romeo 2000 GTV Bertone                                                 | 1962                                                                        |
| 2009    | Mixte                                                                       | Raphaëlle de Bargigli                                                       | Roland de Bargigli                                                          | Porsche 911                                                                 | 1972                                                                        |
| 2010    | Féminin                                                                     | Cindy Fabre                                                                 | Chris Mayne                                                                 | Mazda RX-2                                                                  | 1972                                                                        |
| 2010    | Mixte                                                                       | Raphaëlle de Bargigli                                                       | Roland de Bargigli                                                          | Porsche 911                                                                 | 1972                                                                        |
| 2011    | Féminin                                                                     | Élisa-Noémie Laurent                                                        | Béatrice Bayle                                                              | Lancia Fulvia Zagato                                                        | 1969                                                                        |
| 2011    | Mixte                                                                       | Estelle Génon                                                               | François Gauthier                                                           | Triumph Spitfire                                                            | 1977                                                                        |
| 2012    | Féminin                                                                     | Élisa-Noémie Laurent                                                        | Béatrice Bayle                                                              | Lancia Fulvia Zagato                                                        | 1969                                                                        |
| 2013    | Féminin                                                                     | Marie-Christine Albertini                                                   | Isabelle Graulier                                                           | Alpine A110 Berlinette                                                      | 1972                                                                        |
| 2014    | Féminin                                                                     | Catherine Rossignol                                                         | Béatrice Bayle                                                              | Porsche 911                                                                 | 1989                                                                        |
| 2015    | Féminin                                                                     | Carole Gratzmuller                                                          | Estelle Génon                                                               | Chevrolet Corvette C2 Sting Ray                                             | 1967                                                                        |
| 2016    | Féminin                                                                     | Marie-Christine Parin                                                       | Véronique Morel-Lab                                                         | Austin / Innocenti A 40                                                     | 1973                                                                        |
| 2017    | Féminin                                                                     | Véronique Castelain                                                         | Stéphanie Wante                                                             | Porsche 911 SC                                                              | 1979                                                                        |
| 2018    | Féminin                                                                     | Adeline Paquiers                                                            | Héléna Euvrard                                                              | AC Cobra                                                                    | 1965                                                                        |
| 2019    | Féminin                                                                     | Carole Gratzmuller                                                          | Élisa-Noémie Laurent                                                        | Chevrolet Corvette C2 Sting Ray                                             | 1967                                                                        |
| 2020    | Édition annulée en raison de la pandémie de maladie à coronavirus en France | Édition annulée en raison de la pandémie de maladie à coronavirus en France | Édition annulée en raison de la pandémie de maladie à coronavirus en France | Édition annulée en raison de la pandémie de maladie à coronavirus en France | Édition annulée en raison de la pandémie de maladie à coronavirus en France |
| 2021    | Édition annulée en raison de la pandémie de maladie à coronavirus en France | Édition annulée en raison de la pandémie de maladie à coronavirus en France | Édition annulée en raison de la pandémie de maladie à coronavirus en France | Édition annulée en raison de la pandémie de maladie à coronavirus en France | Édition annulée en raison de la pandémie de maladie à coronavirus en France |
| 2022    | Féminin                                                                     | Carole Gratzmuller                                                          | Élisa-Noémie Laurent                                                        | Chevrolet Corvette C2 Sting Ray                                             | 1967                                                                        |

## Les éditions du Rallye des Princesses

### 1reédition (2000)
Pour sa première édition, qui se déroule du 12 au 18 septembre 2000, le Rallye des Princesses accueille 18 voitures au départ de la Place Vendôme à Paris. Neuf équipages féminins et neuf équipages mixtes. C'est la seule fois où il se déroulera en septembre, passant en juin dès la 2e année.

### 2eédition (2001)
La seconde édition Rallye des Princesses se passe du 10 au 15 juin 2001 avec 36 équipages parfois mixtes. Nevers Magny-Cours, Vichy, Satillieu et Aix-en-Provence font partie du parcours avec une arrivée à Juan-les-Pins. C'est le grand couturier Pierre Cardin, partenaire de l'épreuve, qui donne le départ depuis la Résidence Maxime (devenue La Réserve) un hôtel de luxe 5 étoiles.

### 3eédition (2002)
De Paris à Juan-les-Pins, du 3 au 7 juin 2002 - Vanina Ixck associée à sa soeur Larissa remportent cette 3è édition sur une Porsche 911, à laquelle participent 52 équipages.[réf. nécessaire]

### 4eédition (2003)
De Paris à Mandelieu, du 1er au 6 juin 2003, via La Châtre, Vichy, Dieulefit, Serre-Chevalier avec 56 équipages, avec la participation du groupe L5.[réf. nécessaire]

### 5eédition (2004)
De Paris à Monaco, via La Châtre, Vichy, Mende, Avignon. La Styliste Nathalie Garçon participe au rallye au volant du MGB ainsi que Sylvier Tellier, Miss France 2002, qui termine 4e de l'épreuve au volant d'une Triumph TR3. Geneviève de Fontenay donne le départ de l'épreuve à l'occasion de la soirée d'ouverture au Ritz.[réf. nécessaire]

### 6eédition (2005)
Du 22 au 27 mai 2005 de Paris pour arriver à Monaco avec des étapes à Troyes, Dijon, Annecy et Serre-Chevalier. Participation de Lynda Lacoste sur une  Alfa Giulia.[réf. nécessaire]

### 7eédition (2006)
Du 5 au 9 juin 2006 de Paris à Monaco. Participation sur une MGA de 1962 d'Hélène de Yougoslavie, copilote de Karen Minier et compagne du pilote David Coulthard qui venait de remporter le Grand Prix de F1 de Monaco.[réf. nécessaire]

### 8eédition (2007)
De Paris à Cannes, via La Châtre, Vichy, Mende, Avignon.  L'édition la pire au niveau de la météo, la pluie n'ayant jamais quitté le rallye. Première participation à l'épreuve de Miss France 2005 Cindy Fabre, et de la skieuse Championne du monde Carole Montillet sur une Datsun Fairlady.[réf. nécessaire]

### 9eédition (2008)
Du 1er au 6 juin 2008. Pour la seconde année Cindy Fabre participe au Rallye des Princesses sur une Mazda RX-7. Elle est associée à Chris Mayne, chanteuse du groupe Native. La présentatrice Karine Lima termine seconde aux côtés de Valérie Fignon, sur une PGO Cévennes.[réf. nécessaire]

### 10eédition (2009)
De Paris à Cannes pour les 62 équipages, entre le 31 mai et le 5 juin 2009. Participation d'Hermine de Clermont-Tonnerre associée à la journaliste Valérie Bénaïm, et Luana Belmondo aux côtés de Maurizia Purini, les quatre princesses chacune au volant d'une Panhard Junior du Team Mikli.[réf. nécessaire]

### 11eédition (2010)
Du 30 mai au 4 juin 2010 du Paris à Monaco. Consécration pour Cindy Fabre et Chris Mayne à bord de leur Mazda RX-2 de 1972.[réf. nécessaire]

### 12eédition (2011)
Du 5 au 10 juin 2011 de Paris à Monaco, via Dijon, Divonnes-les-Bains, Aix-les-Bains et Avignon. Première victoire pour Elisa-Noémie Laurent à bord de sa sublime Lancia Zagatto.[réf. nécessaire]

### 13eédition (2012)
Du 28 mai au 1er juin 2012 de Paris à Monaco, via La Châtre, Vichy, Le Rouret et Le Castellet. Avec 63 équipages au départ et pour marraine la comédienne Julie Gayet qui roule au volant d'une Peugeot 203 cabriolet prêtée par la marque partenaire de l'épreuve.

### 14eédition (2013)
Du 1er au 6 juin 2013, de Paris à Saint-Tropez, via Vitel, Aix-les-Bains, les Deux Alpes et Pont-Royal en Provence. Pour la première fois le rallye atteint les 85 équipages inscrits et a pour marraines Lara Begbeider, épouse de Frédéric, et Solweg Rizlow, miss météo de Canal+, concourant au volant d'une Peugeot 403 cabriolet de 1959.[réf. nécessaire]

### 15eédition (2014)
Du 1re au 5 juin 2014. Itinéraire : Paris, St-Aignan, Vichy, Nîmes, Pont-Royal et arrivée à Saint-Tropez pour les 85 équipages avec pour marraine Adriana Karembeu aux côtés de sa sœur Natalia au volant d'une Ferrari.[réf. nécessaire]

### 16eédition (2015)
Du 30 mai au 4 juin 2015 de Paris à Saint-Tropez pour les 88 équipages en lice. Cette 16e édition voit la disparition de la catégorie Prestige et l'arrivée d'un partenaire titre, la maison horlogère Richard Mille.[réf. nécessaire]

### 17eédition (2016)
Du 28 mai au 2 juin 2016, de Paris à Saint-Tropez pour les 87 équipages prenant le départ.[réf. nécessaire]

### 18eédition (2017)
Cette édition qui se déroule du 27 mai au 1er juin 2017, bât son record avec 90 équipages engagés sur les routes, qui passent par Saint-Aignan, Vichy, L’Alpe d'Huez, Mandelieu-la-Napoule, avec une finale à Saint-Tropez.

### 19eédition (2018)
Cette édition, qui se déroule du 2 au 7 juin 2018, se termine à Biarritz pour la première fois, après des étapes à Saint-Aignan, Vichy, Toulouse et Formigal (Espagne).
C'est l'AC Cobra d'Adeline Paquiers et d'Héléna Euvrard qui termine sur la première marche du podium, suivi de Coralie Chehab et Gaëlle Wacziarg en Mercedes 250 SL Pagode.

### 20eédition (2019)

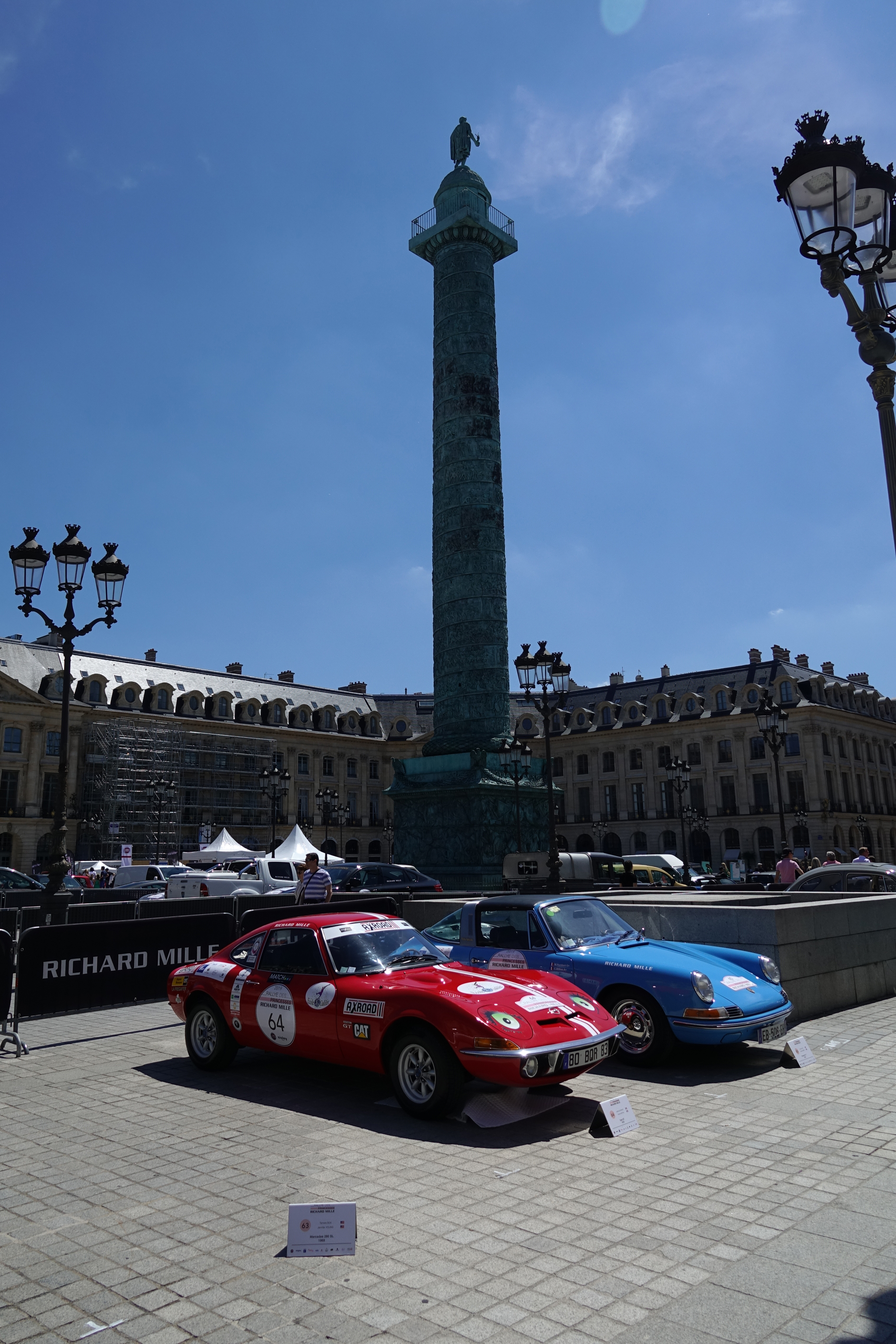
Au pied de la Colonne Vendôme

En 2019, le Rallye des Princesses Richard Mille fête sa 20e édition entre le 1er et le 6 juin 2019, sur un parcours entre Paris et Saint-Tropez (Beauval, Vichy, Aix-les-Bains).

Rallye des Princesses Richard Mille, 20e édition
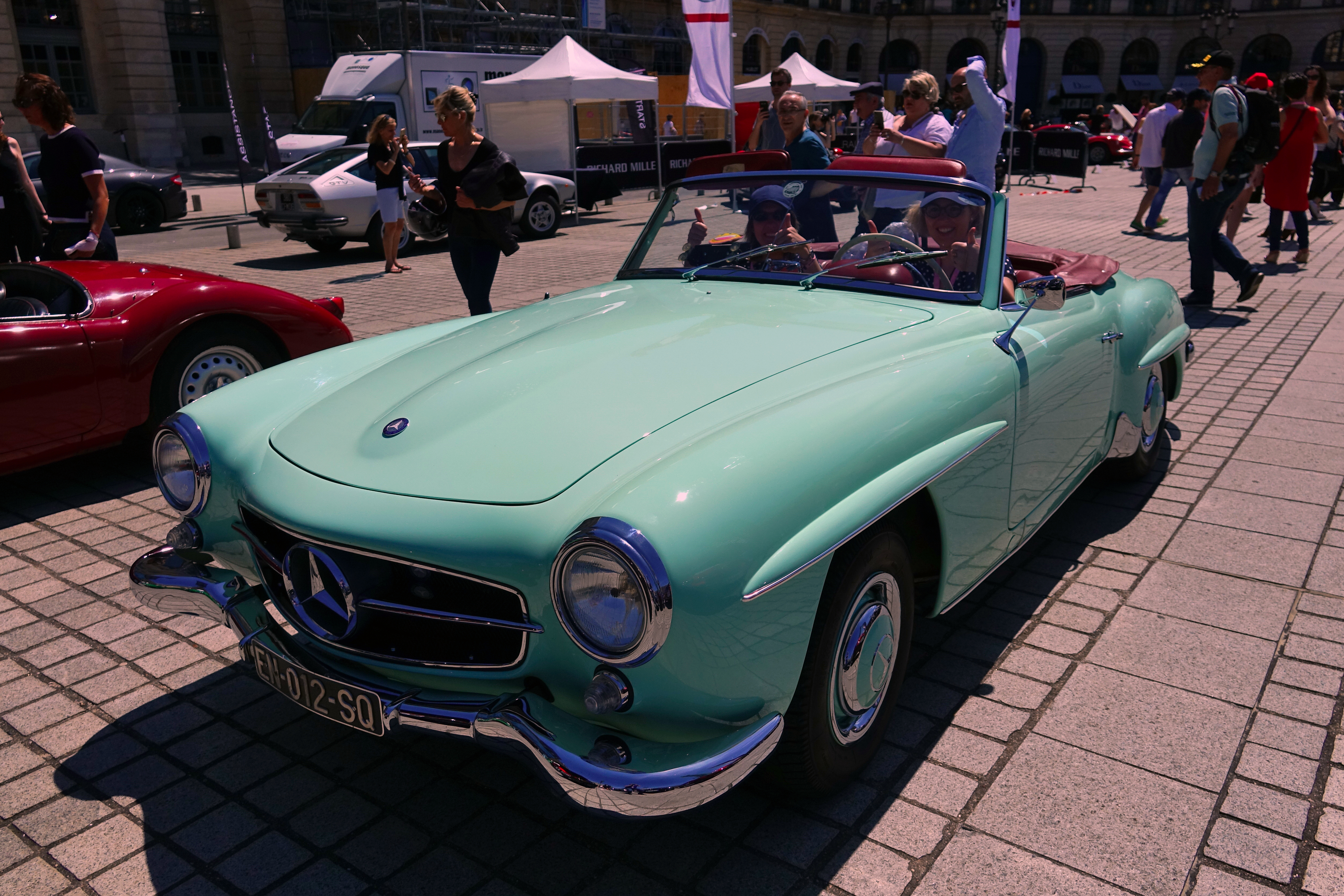
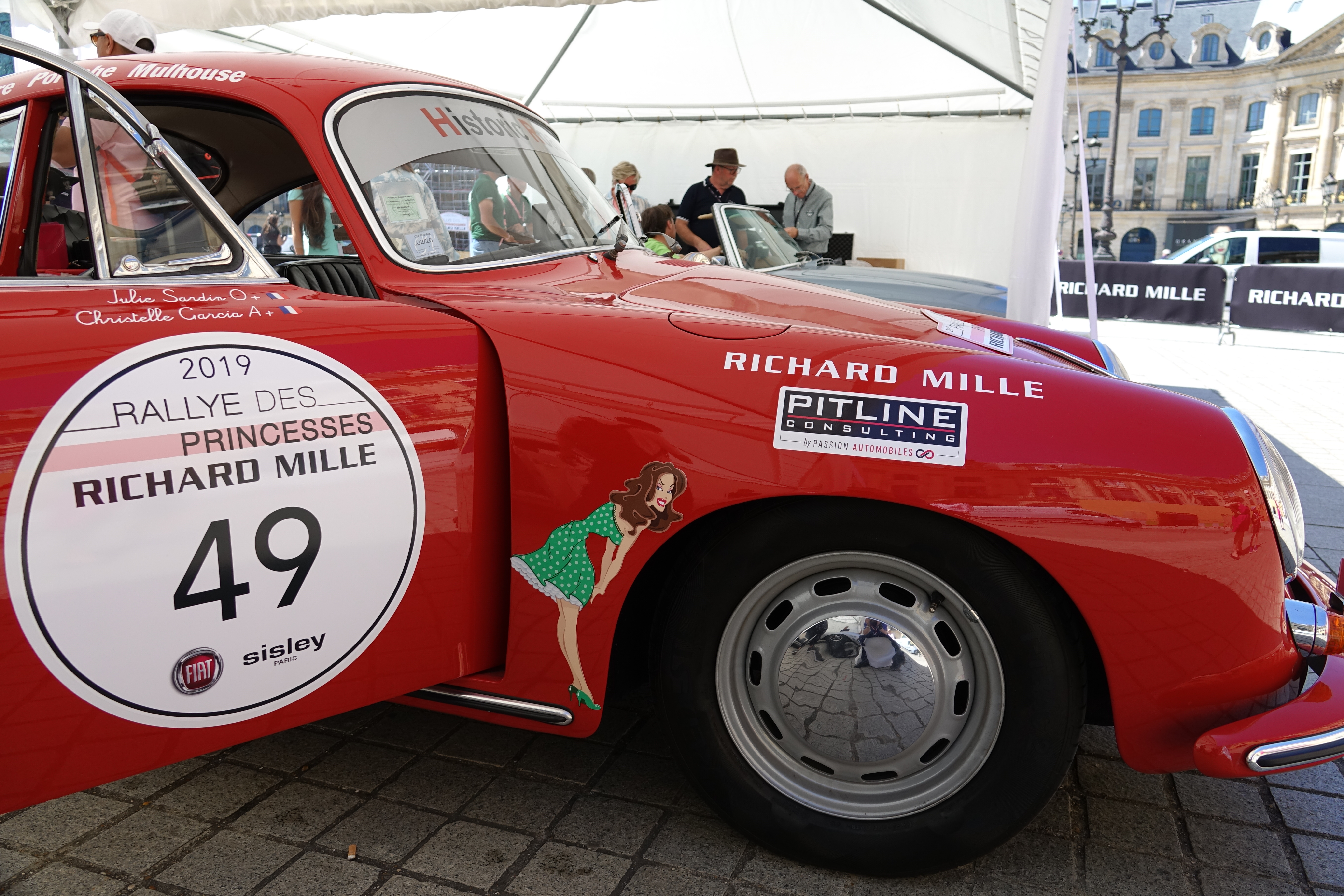
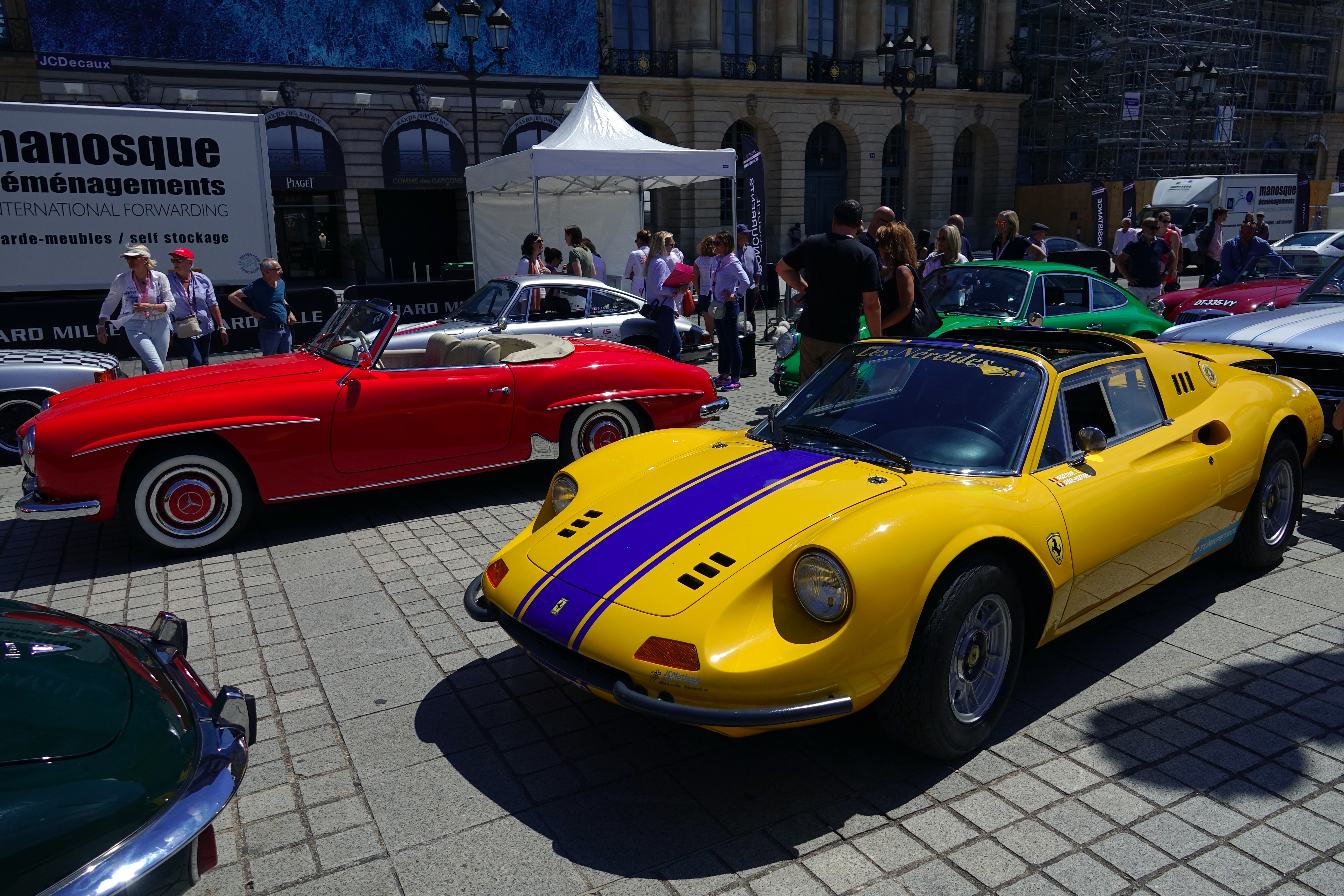
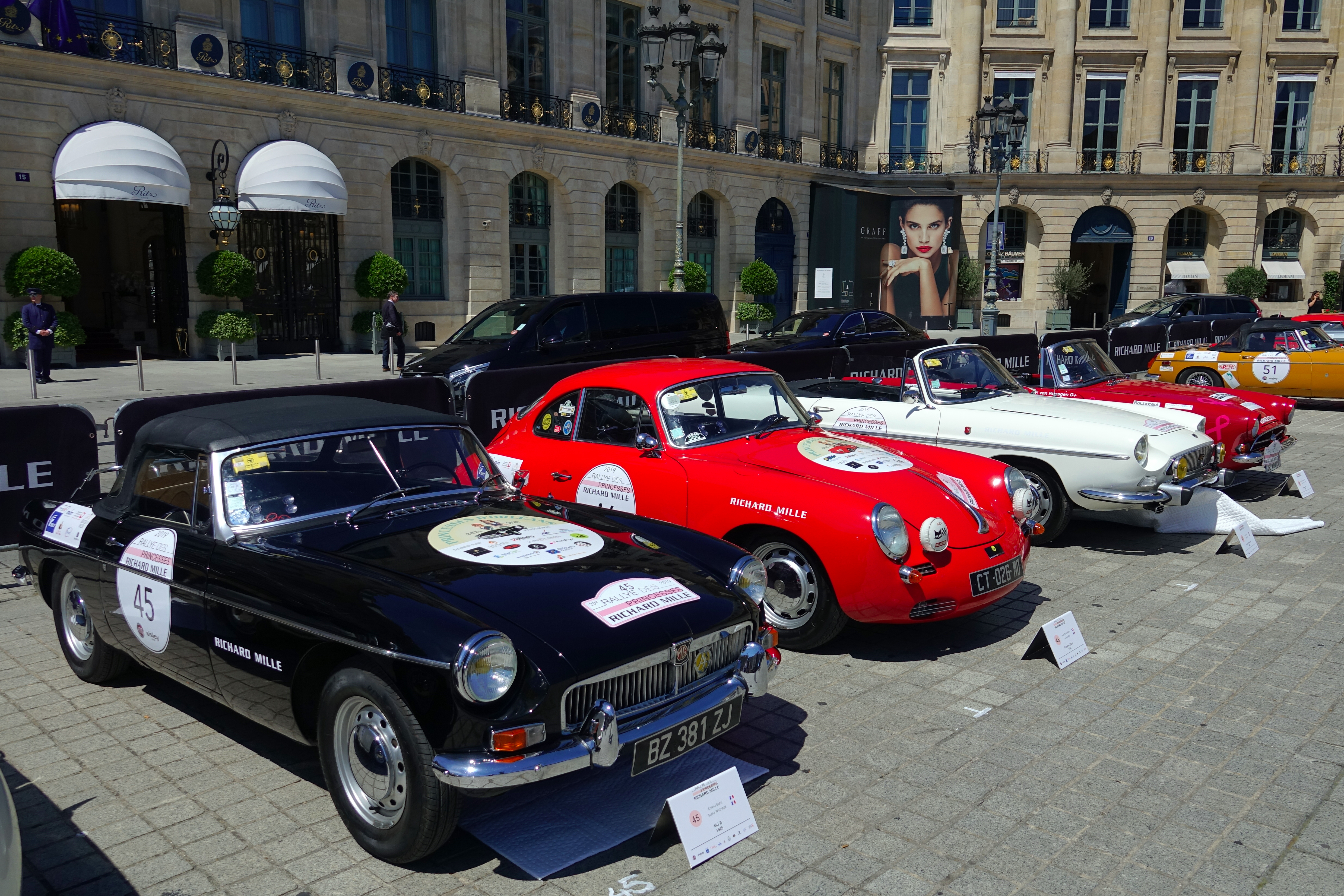

99 équipages sont au départ, et à Saint-Tropez ce sont Carole Gratzmuller et Élisa-Noémie Laurent qui franchissent la ligne d'arrivée en tête avec leur Chevrolet Corvette, les tenantes du titre Adeline Paquiers et Héléna Euvrard terminent 3e sur le podium avec leur AC Cobra. Séverine Loeb gagne le classement débutant « Rookie »[réf. souhaitée].
| Classement | Pilote             | Copilote             | Voiture                      | Dossard |
| ---------- | ------------------ | -------------------- | ---------------------------- | ------- |
| 1er        | Carole Gratzmuller | Elisa-Noémie Laurent | Chevrolet Corvette C2 (1967) | 56      |
| 2e         | Marie Parin        | Catherine Labbé      | Volkswagen Golf GTI (1982)   | 79      |
| 3e         | Adeline Paquiers   | Héléna Euvrard       | AC Cobra (1965)              | 100     |

### 2020 - 2021
Le 21e Rallye des Princesses Richard Mille prévu initialement en 2020, est reporté en 2021, puis en 2022 en raison de l'expansion de la pandémie de coronavirus COVID-19,.

### 21eédition (2022)
La 21e édition du Rallye des Princesses se déroule du 15 au 19 mai 2022 et se dirige pour la première fois vers l'Ouest de la France. Un nouveau parcours qui mène les 100 équipages en compétition de Paris, au Touquet-Paris-Plage, puis Deauville, Dinard et La Baule-Escoublac pour deux jours, soit près de 1 600 km. L'itinéraire emprunté est le même que celui qui aurait dû être utilisé pour l'année 2020.

Rallye des Princesses Richard Mille,, étape du Touquet-Paris-Plage
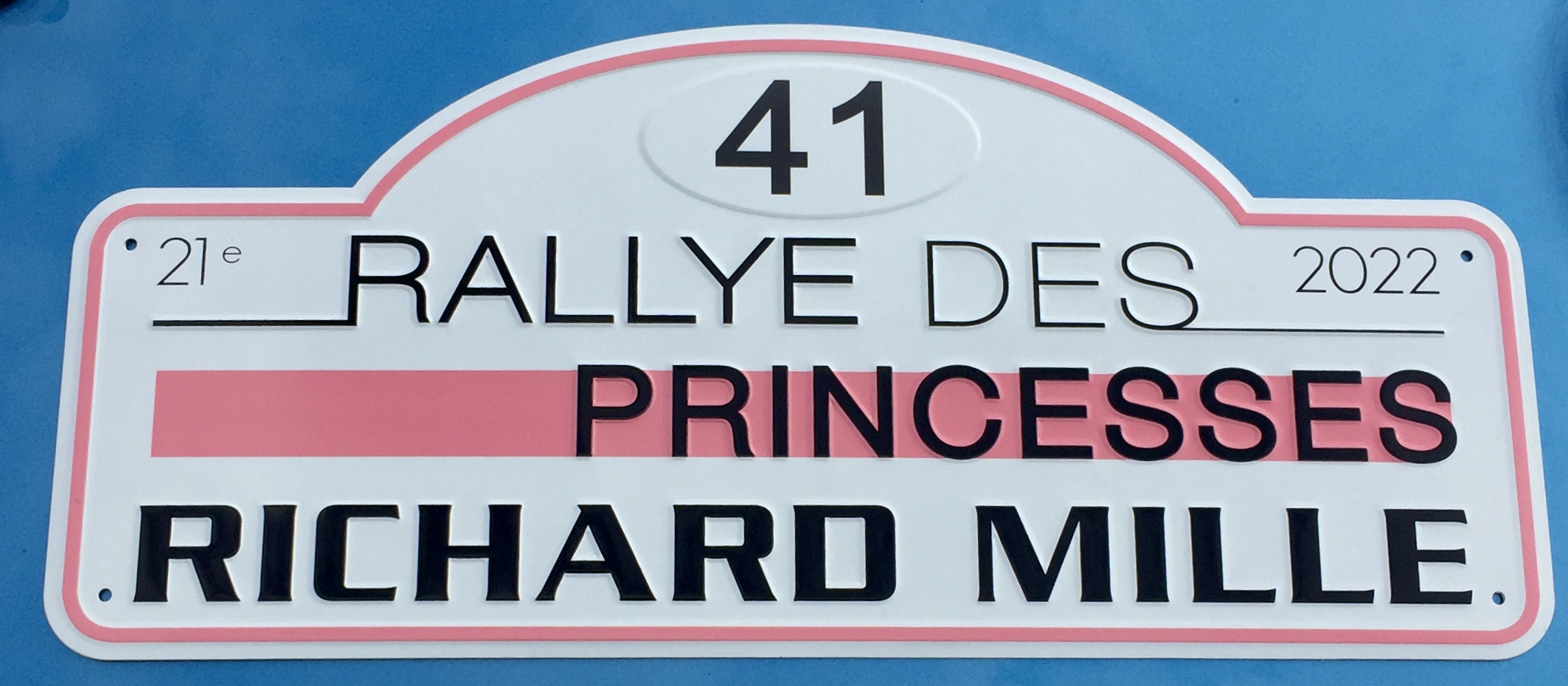
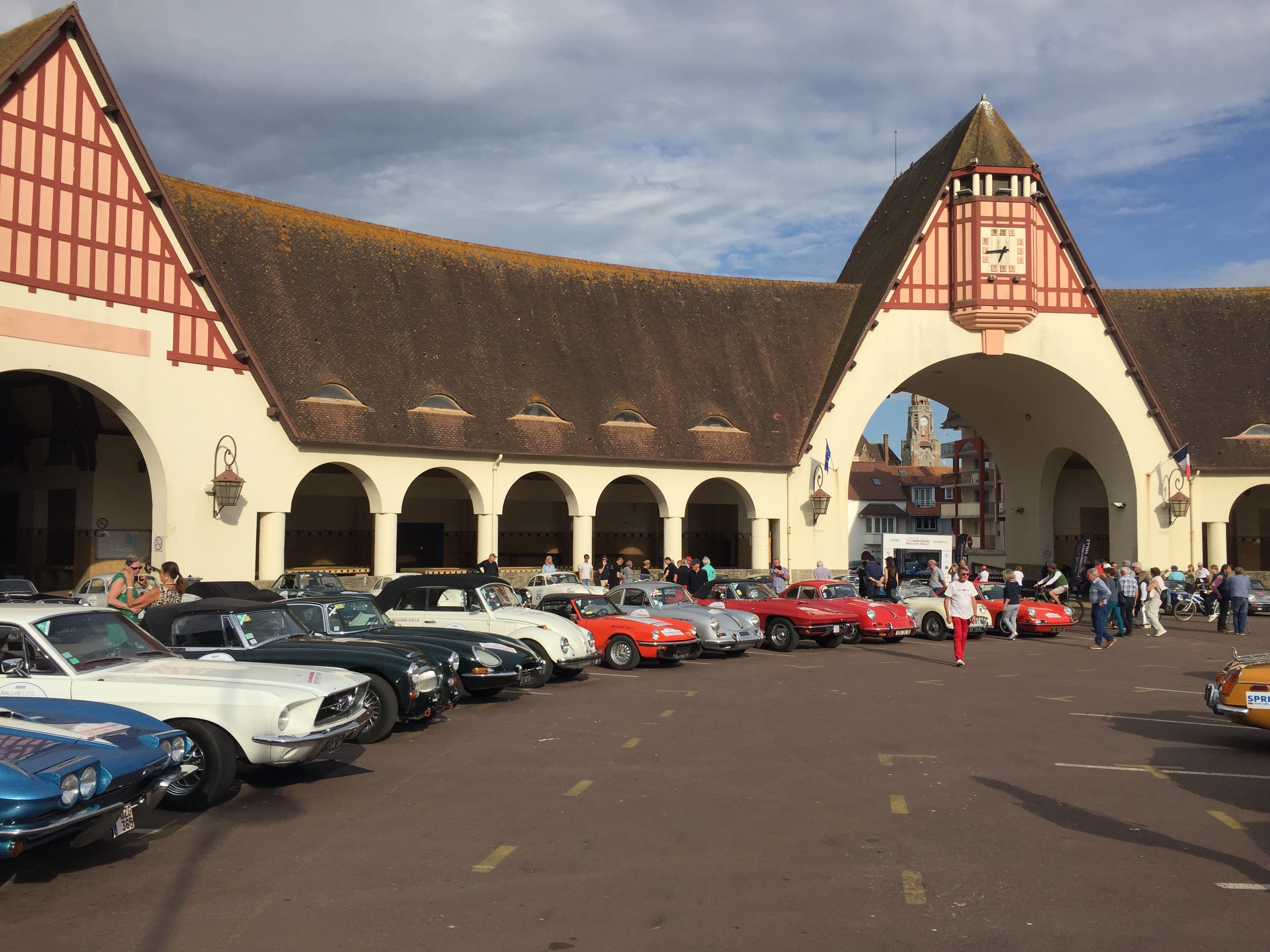
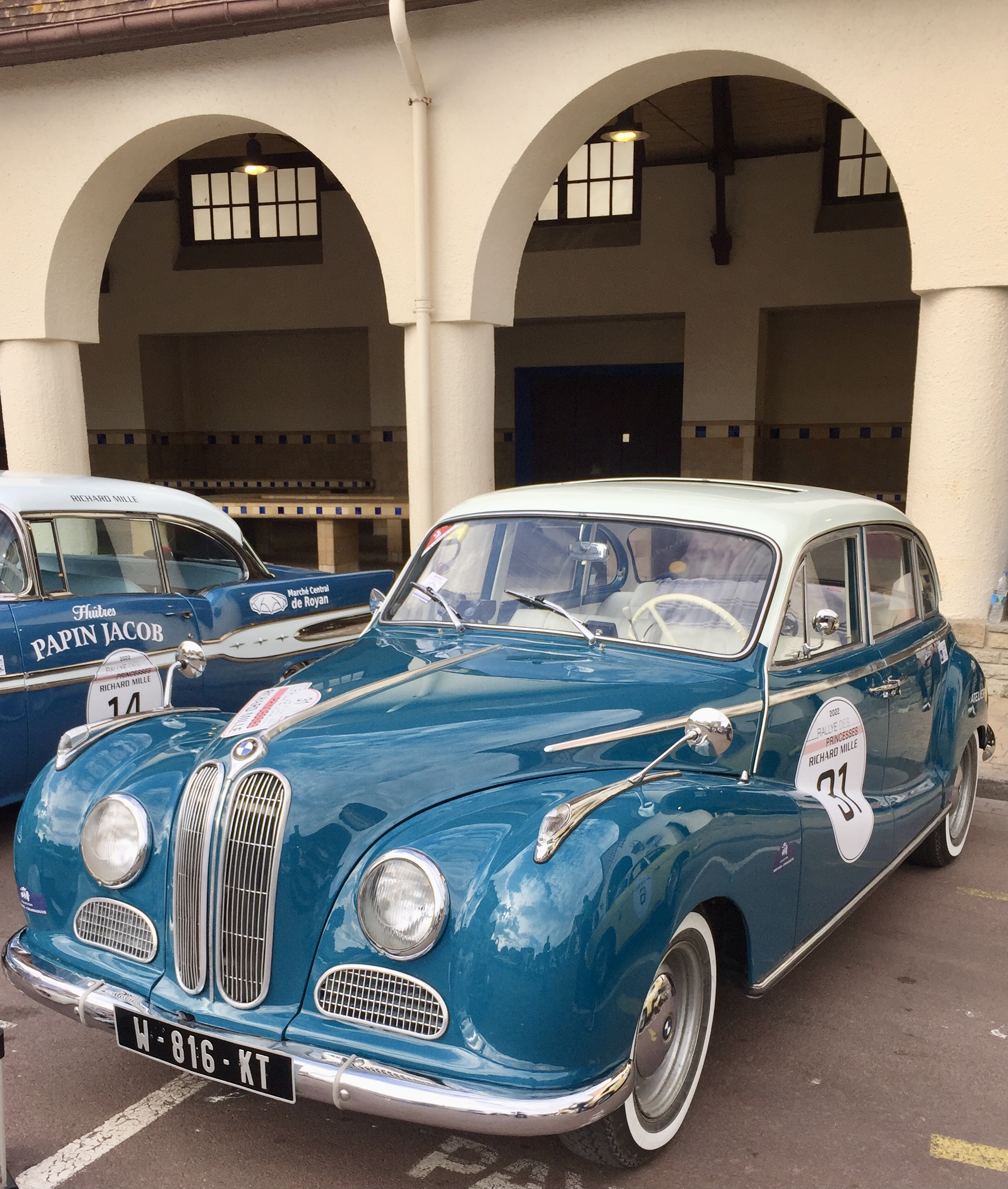
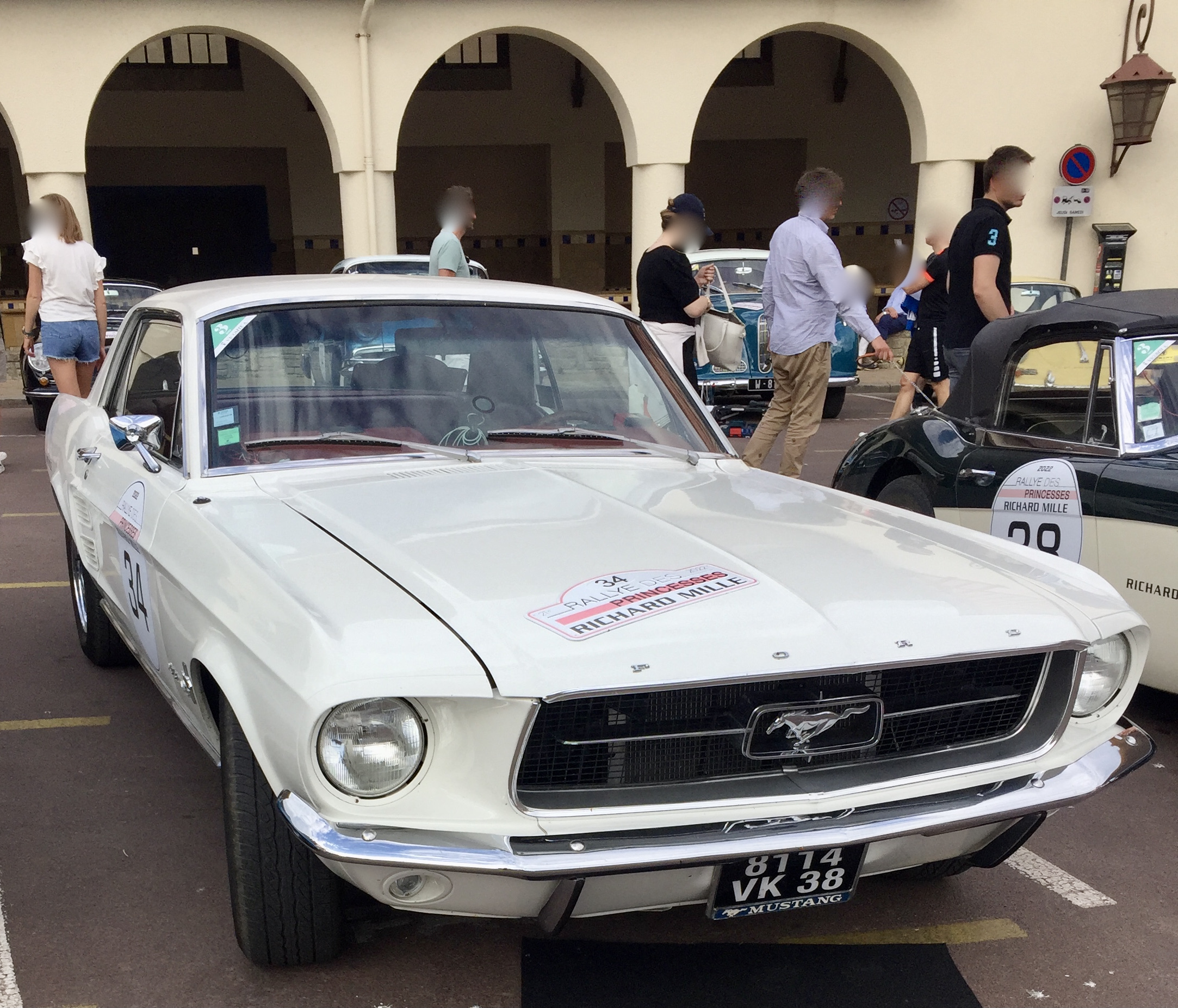
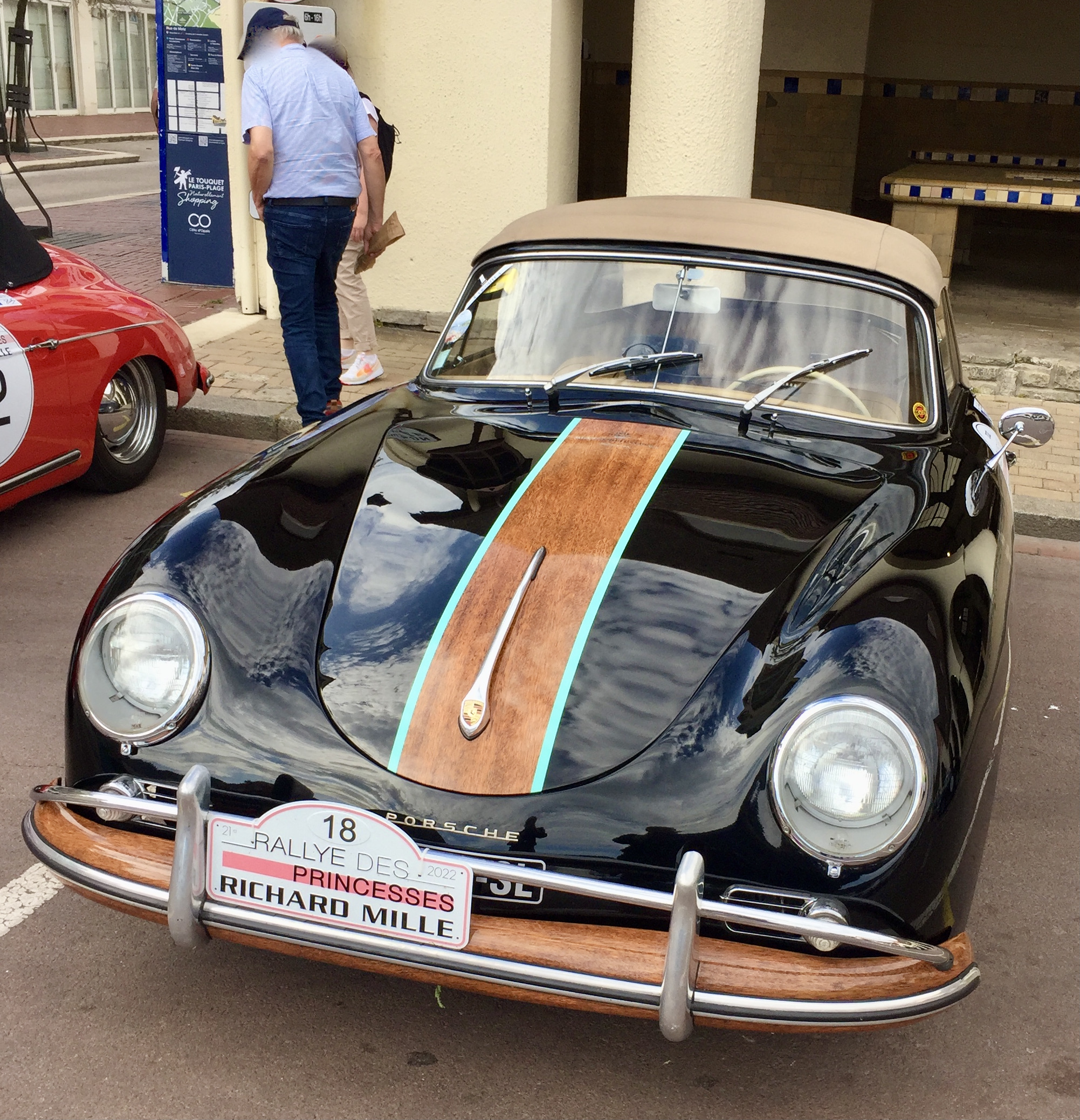

- Rallye des Princesses Richard Mille, 21e édition, étape du Touquet-Paris-Plage

| Classement | Pilote                  | Copilote             | Voiture                               | Dossard |
| ---------- | ----------------------- | -------------------- | ------------------------------------- | ------- |
| 1er        | Carole Gratzmuller      | Elisa-Noémie Laurent | Chevrolet Corvette C2 (1967)          | 41      |
| 2e         | Marina Orlandi Contucci | Stéphane Heymans     | Lancia Beta Montecarlo (1977)         | 54      |
| 3e         | Ambre Boucherie         | Stéphanie Wante      | Chevrolet Corvette C3 Stingray (1968) | 36      |

### 22eédition (2023)
La 22e édition du Rallye des Princesses se déroule du 3 au 8 juin 2023. Au départ de la Place Vendôme à Paris, les concurrentes prennent la direction de Beaune, Megève, l’Alpe d’Huez, les Baux de Provence pour un final à Nice.